# Badiera acuminata
Badiera acuminata är en jungfrulinsväxtart som först beskrevs av Carl Ludwig von Willdenow, och fick sitt nu gällande namn av Dc.. Badiera acuminata ingår i släktet Badiera och familjen jungfrulinsväxter. Inga underarter finns listade i Catalogue of Life.